# سرديان سافيتش
سرديان سافيتش هو عداء سريع (وحمل سابقاً جنسية يوغوسلافيا)، ولد في 9 نوفمبر 1931 في كونييتش في البوسنة والهرسك.

## وصلات خارجية
- سرديان سافيتش على موقع أوليمبيديا (الإنجليزية)